# Oacoma
Oacoma est une ville du comté de Lyman dans le Dakota du Sud.
La ville est fondée en 1890,. Son nom est dérivé d'un mot sioux qui signifie « un lieu entre », en référence à la situation de la ville entre le Missouri et ses falaises.

## Démographie
| 1910 | 1920 | 1930 | 1940 | 1950 | 1960 |
| ---- | ---- | ---- | ---- | ---- | ---- |
| 235  | 224  | 167  | 197  | 231  | 312  |

| 1970 | 1980 | 1990 | 2000 | 2010 | - |
| ---- | ---- | ---- | ---- | ---- | - |
| 215  | 289  | 367  | 390  | 451  | - |

Selon le recensement de 2010, Oacoma a une population de 451 habitants. La municipalité s'étend sur 4,18 milles carrés (10,83 km2), dont 1,59 milles carrés (4,12 km2) d'étendues d'eau et 2,59 milles carrés (6,71 km2) de terres.